# Vlamertinge
Vlamertinge je selo u belgijskoj pokrajini Zapadnoj Flandriji i općina na području grada Ypresa. Središte sela nalazi se jako blizu središta Ypresa uz glavnu cestu N38 prema obližnjem gradu Poperingeu.
Uz izuzetak središta grada Ypresa, Vlamertinge je najveći okrug u općini. Zapadno od Vlamertingea nalazi se zaselak Brandhoek uz cestu za Poperinge.

## Povijest
Najstariji podaci o Vlamertingeu datiraju iz srednjega vijeka. Godine 857. u Vlamertingeu je izgrađena kapela. Godine 970. Ypres je uništen, a kapela Vlamertinge izgorjela je. Najstariji do danas poznat dokument koji uključuje ime Flambertenges dokument je iz 1066. godine. Baudouin van Lille, grof Flandrije, njegova supruga Adela i njihov sin Baudouin prema tom dokumentu dali su robu crkvi i kaptolu Sint-Pietersa u Lilleu. Ta je roba bila, među ostalima, jednu desetinu raspoređena u Elverdinge, a jednu desetinu u Vlamertinge.
U Ancien Régimeu Vlamertinge je bio Heerlijkheid Veurne-Ambachta i mnogo je patio zbog opsada obližnjeg Ypresa.
Tijekom Prvoga svjetskog rata cijelo je selo bilo uništeno bombardiranjem. U Drugome svjetskom ratu Vlamertinge je oslobodila poljska oklopna divizija 1944. godine.

## Zemljopis
Vlamertinge se nalazi na 17 metara nadmorske visine. Općina također graniči s Ypresom na istoku, Voormezeleom na jugoistoku, Kemmelom i Dikkebusom na jugu, Reningelstom jugozapadu, Poperingeom na zapadu, Elverdingeom na sjeveru i Brielenom na sjeveroistoku.

## Demografski razvoj
Od 1487. do 1697. godine vidljiv je velik pad populacije Vlamertingea. Najvjerojatnije je objašnjenje za ovo osamdeset godina rata u Nizozemskoj. Nakon toga populacija raste, a u 20. i 21. stoljeću stagnira.

## Spomenici
- Crkva sv. Vedasta
- Bivša gradska vijećnica Vlamertingea iz 1922. godine u neoflamanskom renesansnom stilu
- Dvorac Vlamertinge ili Castle du Parc izgrađen je između 1857. i 1885. po zapovijedi Viscounta Pierre-Gustavea du Parca i po dizajnu Josepha Schadda.
- U Vlamertingeu se nalaze brojna britanska vojna groblja iz Prvog svjetskog rata:
  - Brandhoek vojno groblje
  - Vojno groblje Crvena farma
  - Vlamertinghe vojno groblje
  - Vlamertinghe novo vojno groblje
  - Railway Chateau groblje
  - Divisional groblje
  - Brandhoek novo vojno groblje
  - Brandhoek novo vojno groblje br.3
  - Hop Store groblje